# John Tenniel
John Tenniel   (Londres, 28 de febrer de 1820 - Londres, 26 de febrer de 1914) va ser un dibuixant britànic. Va dibuixar més de dos mil vinyetes i, especialment, caricatures, per a la revista Punch en la segona meitat del segle xix, encara que és més recordat per les seves il·lustracions per a Les aventures d'Alícia al País de les Meravelles i A través del mirall i allò que Alícia va trobar a l'altra banda, ambdues obres de Lewis Carroll.

## Resum de la seva obra

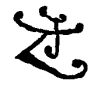
Tenniel signava amb les seves inicials entrellaçades.

A més de les seves il·lustracions per als llibres de Carroll, al llarg de la seva carrera, Tenniel va realitzar al voltant de 2300 vinyetes, esbossos menors, caricatures de dues pàgines per a l'almanac Punch's Almanac i alguns numeros especials de la mateixa revista; i 250 dibuixos publicats a Punch's Pocket-Books. Quan Tenniel es va retirar de l'activitat professional el 1901, es va dur a terme un banquet de comiat el 12 de juny, presidit pel líder de la Cambra dels Comuns del Regne Unit. El 1895 i 1900 es van dur a terme exhibicions públiques del treball de Tenniel.
Tenniel és l'autor del mosaic Leonardo da Vinci al pati sud del Victòria and Albert Museum. Les seves aquarel·les van ser utilitzades en les exhibicions del Royal Institute of Painters in Water Colours (Institut Real de Pintors en Aquarel·la); institució de la qual va ser membre des de 1874. Alguns artistes moderns, com Edward Gorey, Mark Ryden i Dame Darcy han estat influïts per l'obra de Tenniel.
Encara que John Tenniel no veia d'un ull, això no li impedia ser un artista avantatjat, ja que era posseïdor d'una gran memòria. Mai utilitzava models ni fotografies per dibuixar. En compensació, buscava cites amb els polítics del moment que apareixerien en la seva obra, per observar-los de prop. Aquest costum el va convertir en un visitant freqüent de recintes del govern i residències de polítics famosos, incloent el número 10 de Downing Street.

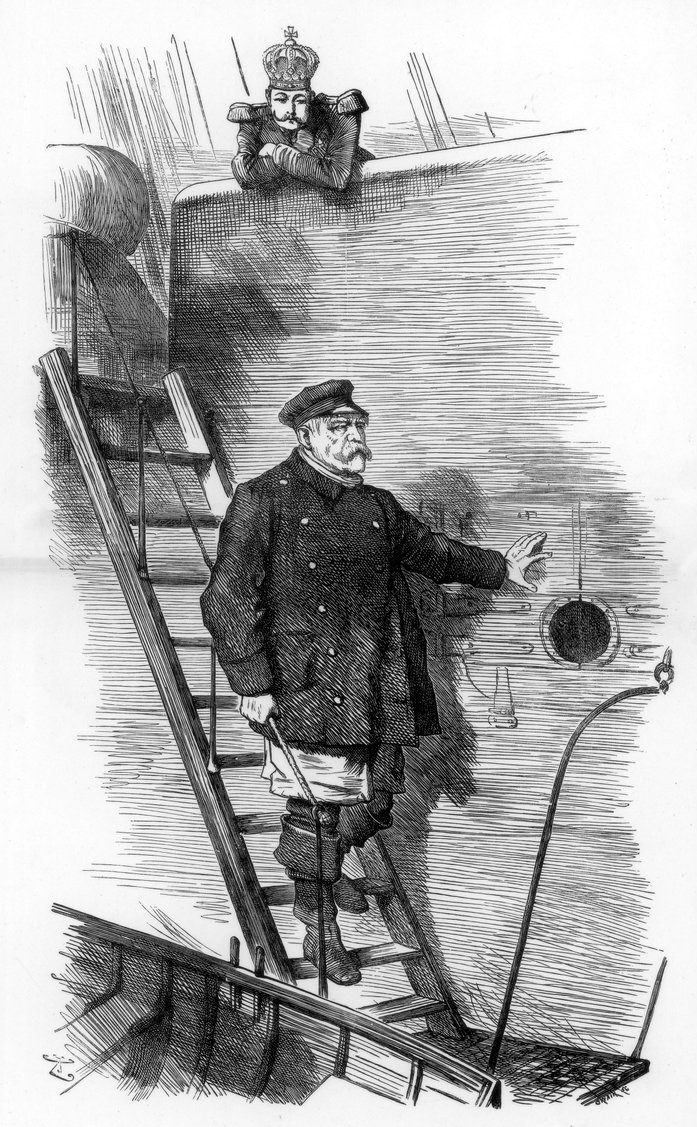
Dropping the pilot, la caricatura política més famosa de Tenniel, va ser publicada a Punch el març de 1890. La caricatura mostra a l'emperador alemany Guillermo II observant al canceller Otto von Bismarck abandonar la nau que representa al govern. La referència al pilot prové d'una caricatura nord-americana que anomenava a Bismarck "el "Pilot" Mestre de l'època".

### Inicis
Tenniel era fill d'un instructor de ball. Va ser principalment autodidacta, encara que va arribar a ser estudiant de la Royal Academy, la qual va abandonar, de mala gana amb la quantitat de classes que rebia. El 1836, amb setze anys, va enviar el seu primer quadre a l'exhibició de la Societat d'Artistes Britànics, i va començar a exposar la seva obra a les galeries de Suffolk Street.
El 1845 va contribuir a una vinyeta de gairebé cinc metres que va participar en el concurs de dissenys per la decoració mural del Palau de Westminster. Per la seva participació, Tenniel va rebre 200 lliures esterlines, i un encàrrec de pintar un fresc al Saló dels Poetes de la Càmera dels Lores. El 1848, Tenniel va il·lustrar una nova edició de les rondalles de Esopo, treballant juntament amb els il·lustradors I. H. Griset i Harrison Weir.

### Inclinació cap l'humorisme
Com a humorista, Tenniel va ser molt apreciat, i la companyonia que va compartir amb Charles Keene va ajudar a fomentar i desenvolupar el seu talent en la caricatura. Gràcies al talent i la força mostrats en les il·lustracions de les rondalles de Esopo, Tenniel va ser convidat per Mark Lemon a ocupar la posició de caricaturista a la revista Punch, el Nadal de 1850. Al principi, Tenniel va dubtar a acceptar el lloc, ja que ser caricaturista li semblava incompatible amb la seva gran habilitat artística. A més, dubtava de la seva capacitat personal per produir il·lustracions humorístiques. No obstant això, va acabar per acceptar el lloc, començant una llarga carrera d'il·lustrador polític.
La primera contribució de Tenniel per la revista va aparèixer a la pàgina 224 del volum XIX. La seva primera caricatura va ser Lord Jack the Giant Killer (Lord Jack, el mata-gegants), que mostrava al comte de Russell atacant al cardenal catòlic Wiseman en una lluita semblant a la de David i Goliat. Quan aquesta caricatura va aparèixer, el caricaturista resident i dissenyador de la coberta de Punch, Richard Doyle, va renunciar a la revista. Doyle ja estava indignat pel que considerava una campanya hostil de Punch cap al Papa, i la caricatura de Tenniel va ser la gota que va fer vessar el got.
A poc a poc, les caricatures de Tenniel van prendre el lloc de les de John Leech, qui solia realitzar la caricatura política més important de cada numero.

### Posició política
Políticament, Tenniel tenia tendències conservadores, i les seves caricatures de vegades reflectien les seves posicions personals, la qual cosa molestava a alguns membres del personal de la revista. No obstant això, Tenniel sempre va negar el deixar-se dominar per la seva tendència política, dient que en la caricatura "l'única política que domina, és la política del paper". No obstant això, el Partit Conservador va reconèixer el que considerava un suport substancial de Tenniel; de manera que Robert Cecil-Gascoyne, Primer Ministre del Regne Unit, va decidir nomenar-lo cavaller.
En el seu treball a la revista Punch, Tenniel va refinar el seu estil satíric, i va aconseguir elevar la política a un nivell superior de composició clàssica, a la qual mai i manca un segell de noblesa. Probablement el seu dibuix polític més famós sigui Dropping the Pilot (Deixant al pilot), a propòsit de la dimissió de Bismark en 1890.

## Treball amb Lewis Carroll
El gener de 1864, Lewis Carroll va sol·licitar a John Tenniel que fes les il·lustracions de les aventures d'Alícia al país de les meravelles. Aquest últim s'ho va pensar diversos mesos, fins que va accedir, l'abril, a il·lustrar l'obra amb 34 vinyetes, a canvi d'un pagament de 138 lliures. Tenniel va rebre instruccions precises de Carroll, per garantir que les il·lustracions reflectien el món de l'obra tal com el seu autor ho imaginava.
Fins i tot, Carroll li va lliurar una fotografia de la nena Mary Hilton Badcock perquè la fes servir com a model per a Alícia.  No se sap si Tenniel va acceptar la proposta. D'una banda, pel que es pot apreciar en les il·lustracions, sembla que sí, ja que l'Alícia que Tenniel va dibuixar és molt semblant a Badcock. Però de manera contrària, una carta de Carroll suggereix que Tenniel va fer cas omís de la recomanació:
| « | El Sr. Tenniel és l'únic artista que ha dibuixat per a mi, que ha rebutjat decididament l'ús d'un model, i m'ha dit que no en necessita un, més que el que jo necessito una taula de multiplicar per resoldre un problema matemàtic. M'arrisco a pensar que ell estava equivocat, ja que va dibuixar diversos retrats d'una "Alícia" completament desproporcionada, amb el cap massa gran, i els peus definitivament massa petits. | » |

Tenniel va acabar la primera il·lustració a l'octubre de 1864, i al maig de 1865 va enviar tots els originals enllestits.
El primer tiratge, de 2000 exemplars i editat per Macmillan and Co., va ser emmagatzemat, ja que Tenniel va objectar la qualitat de la impressió. Carroll va absorbir les despeses ocasionades. Al desembre d'aquest any, l'obra va ser impresa de nou, ja amb data de 1866. El llibre es va vendre ràpidament, assegurant el pas de Tenniel a la història editorial. La publicació va resultar ser una obra en la qual el text i les imatges s'alternaven en perfecta harmonia, sense que les unes robessin importància a les altres.
|  |  |  |  |

Quan Carroll va sol·licitar que John Tenniel fes les il·lustracions del seu llibre A través del mirall i el que Alícia va trobar allí, Tenniel s'ho va pensar dues vegades. La seva experiència amb Les aventures d'Alícia al país de les meravelles havia estat molt angoixant, ja que Carroll el va aclaparar tant amb tantes instruccions i detalls; que Tenniel va arribar al límit i va estar a punt de rebutjar el nou treball. Finalment va acceptar, al març de 1870, a realitzar 30 il·lustracions per A través del mirall i el que Alícia va trobar allí, les quals va acabar al novembre de l'any següent. De la primera edició d'aquesta obra se'n varen vendre 15.000 exemplars, al desembre del 1871 i el gener del 1872.

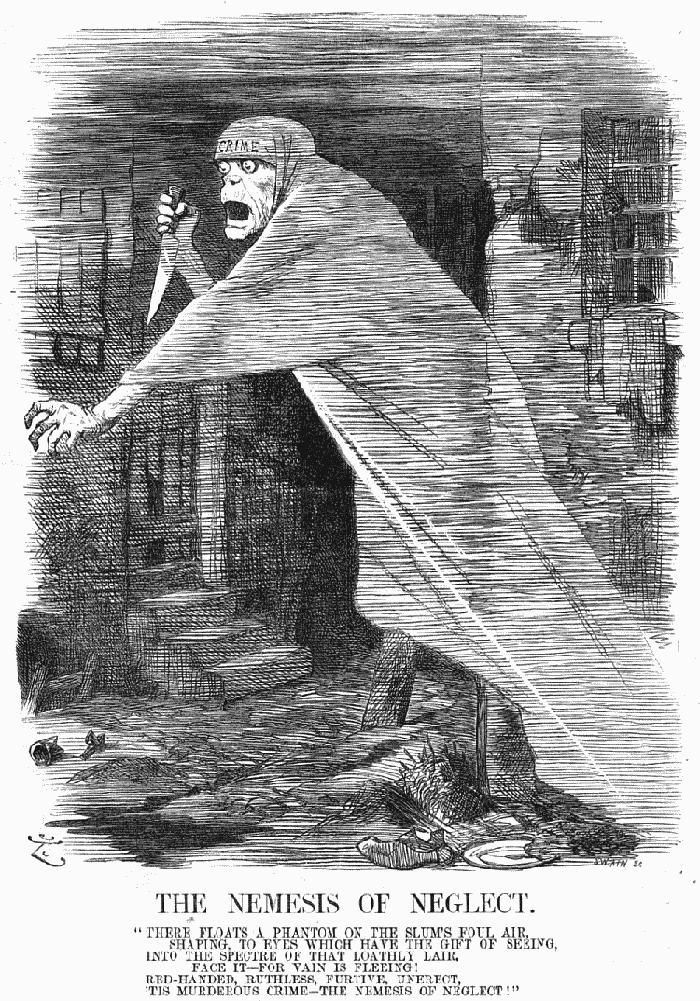
"The Nemesis of Neglect", caricatura publicada a Punch, el setembre del 1888, sobre els crims de Jack l'Esbudellador.

|  |  |  |

## Obres il·lustrades
1. Juvenile Verse and Picture Book, (1846)
2. Undine (1846)
3. Greu, de Robert Blair (1858)
4. The Gordian Knot, de Charles William Shirley Brooks (1860)
5. The Silver Cord, de Charles William Shirley Brooks (1861)
6. Lalla Rookh, 69 dibuixos (1861)
7. Les aventures d'Alícia al país de les meravelles, de Lewis Carroll (1866)
8. The Mirage of Life, (1867)
9. A través del mirall i allò que Alícia va trobar a l'altra banda, seqüela de les aventures d'Alicia escrita per Lewis Carroll (1871)

### Obres realitzades en col·laboració amb altres artistes
1. Rondalles d'Esopo, 100 dibuixos (1848)
2. Course of Time (1857)
3. Poets of the Nineteenth Century (1857)
4. Works, d'Edgar Allan Poe (1857)
5. Home Affections (1858)
6. Puck on Pegasus, de Cholmondeley Pennell (1863)
7. Les mil i una nits (1863)
8. English Sacred Poetry (1864)
9. Legends and Lyrics (1865)
10. Proverbial Philosophy
11. Poems, i altres llibres de Barry Cornwall

### Tècnica predominant
El mètode de dibuix que predominava a l'obra de John Tenniel, consistia a fer un dibuix preliminar amb llapis, seguit per un dibuix posterior a tinta; abans de transferir el dibuix a un bloc de fusta, utilitzant paper carbó.